# 1-Metilciclopropeno
1-Metilciclopropeno (1-MCP) é um derivado do ciclopropeno usado como um regulador de crescimento vegetal sintético. Está relacionado ao hormônio vegetal etileno e é usado comercialmente para reduzir as rachaduras em frutas e ajudar a manter o aspecto fresco de flores cortadas.

## Propriedades químicas e físicas
1-MCP é um cicloalqueno com a fórmula molecular C4H6. É um gás volátil a temperatura e pressão padrão com um ponto de ebulição de ~12 °C.

## Mecanismo de ação
Etileno existe como um gás e atua a níveis de traços durante toda a vida de uma planta por estimulação ou regulação de vários processos tais como o amadurecimento de frutos, a abertura de flores, e a queda de folhas. O mecanismo de ação do 1-MCP envolve ele ligar-se firmemente ao receptor de etileno em plantas e desse modo obstruindo os efeitos do etileno.

## Uso comercial
Existem dois principais usos comerciais do 1-MCP: a manutenção do frescor de plantas e flores ornamentais, e a prevenção da maturação inadequada de frutas. Em cada caso, 1-MCP é combinado com outros materiais para manutenção e então misturadas com uma específica quantidade de água ou outra solução para liberar-se no ar. Ele é usado em ambientes fechados, tais como frigoríficos, caminhões, estufas, instalações de estocagem, navios e containers.
Sob a marca EthylBloc, 1-MCP foi aprovado pelo U.S. Environmental Protection Agency para uso em plantas ornamentais. Ele é usado com flores cortadas, flores em vasos, em dormitórios, enfermarias, berçários para impedir envelhecimento prematuro, amarelamento, abertura e morte prematura.
Sob a marca SmartFresh, 1-MCP usado na indústria da agricultura por cultivadores, embaladores, e transportadores para manter a qualidade de frutas e vegetais para prevenir ou retardar o processo de amadurecimento natural. O uso de 1-MCP em produtos agrícolas incluindo maçãs, kiwis, tomates, bananas, ameixas, caquis, abacates e melões foi aprovado e aceitado para o uso em mais de 26 países incluindo a União Européia e os EUA. Embora estes sejam benefícios ao consumidor, incluindo produtos mais frescos e baixo custo, há alguma preocupação que os consumidores podem comprar a fruta que é mais velha do que o esperado.
1-MCP está também sendo desenvolvido como uma nova técnica de proteção a plantações. Pela dispersão de 1-MCP sobre campos com plantações durante tempos de stress, as plantações podem ser protegidas de extrema temperatura ou seca.